# یواس‌اس برنز (دی‌دی-۵۸۸)
یواس‌اس برنز (دی‌دی-۵۸۸) (به انگلیسی: USS Burns (DD-588)) یک کشتی بود که طول آن ۳۷۶ فوت ۶ اینچ (۱۱۴٫۷۶ متر) بود. این کشتی در سال ۱۹۴۲ ساخته شد.